# Jean-François Lalouette
Jean-François Lalouette (París, 1651 - Versalles, 1 de setembre de 1728) fou un músic francès del Barroc. Deixeble de Lully, el va fer entrar en l'orquestra de l'Òpera i després li donà la direcció d'aquesta. A més, el cèlebre compositor a voltes li confiava la composició de recitatius de les seves òperes i la instrumentació d'aquestes, però com que Lalouette exagerava aquests serveis atribuint-se els millors fragments d'aquelles obres, Lully l'acomiadà del teatre el 1864. Després Lalouette fou mestre de capella de la catedral de Rouen i de l'església de Nostra Senyora de Versalles. Va compondre nombrosos balls d'espectacle, dos llibres de motets i un miserere.